# Hellmut von der Chevallerie
Hellmut von der Chevallerie (Berlino, 9 novembre 1896 – Wiesbaden, 1º giugno 1965) è stato un generale tedesco.

## Biografia
Hellmut proveniva dall'antica famiglia ugonotta e nobile della Chevallerie, arrivata in Prussia nel 1660.
Chevallerie si arruolò dopo l'inizio della prima guerra mondiale come volontario il 4 agosto 1914 nel battaglione sostitutivo del 5. Garde-Grenadier-Regiment. Dopo essere stato prigioniero di guerra britannico, tornò in patria nel novembre 1918 e si unì al battaglione volontario Garde Grenadier dei Freikorps. 

### Seconda guerra mondiale
Durante la seconda guerra mondiale Chevallerie fu comandante della 13. Panzer-Division, in un primo momento dal 1º novembre 1942 al 30 novembre 1942, poi dal 22 febbraio 1943 al 31 agosto 1943. Fu insignito della Croce Tedesca in oro e il 30 aprile 1943 fu decorato con la Croce di Cavaliere della Croce di Ferro.